# Octacílio
Octacílio Pinheiro Guerra conosciuto solo come Octacílio (Porto Alegre, 21 novembre 1909 – Porto Alegre, 26 febbraio 1967) è stato un calciatore brasiliano.

## Carriera
Octacílio trascorse gran parte della sua carriera nel Botafogo.
Con la Nazionale brasiliana disputò il Mondiale 1934.

## Palmarès

### Club

#### Competizioni nazionali
- Campionato Carioca: 5

Botafogo: 1930, 1932, 1933, 1934, 1935